# Estación de Porte de Pantin
Porte de Pantin, de su nombre completo Porte de Pantin - Parc de la Villette, es una estación del metro de París situada en el XIX Distrito de la ciudad, al este de la capital. Pertenece a la línea 5. En el 2003, fue utilizada por más de 4 millones de pasajeros.

## Historia
Fue inaugurada el 12 de octubre de 1942 con la ampliación de la línea 5 hacia Pantin
Debe su nombre a su cercanía con la Porte de Pantin, una de las antiguas puertas o accesos existentes en el Muro de Thiers, la última fortificación construida alrededor de París para protegerla. Su nombre se completa con la mención al Parque de la Villette, siendo junto a Porte de la Villette, las dos estaciones encargadas de dar acceso a dicha zona. 
En 2003, se renovaron los pasillos de la estación.

## Descripción
Configurada como estación terminal, aunque nunca lo ha sido en el sentido estricto, se compone de dos andenes y de tres vías ordenadas de la siguiente forma: a-v-v-a-v.
Porte de Pantin es una estación única en varios aspectos. Aprovechando la cercanía de la Cité de la musique o Ciudad de la música, las paredes de la bóveda emplean unos azulejos atípicos que dibujan notas de música de color en varias partes de la misma sobre un particular pentagrama trazado a base de azulejos grises. La iluminación corre a cargo de dos tipos de focos: unos de bordes naranja apuntan hacia los andenes mientras que otros de bordes negros alumbran la bóveda que en su tramo superior no aparece revestida y está únicamente pintada de blanco. Con dicha iluminación la estación se une a otras de la red que también han cuidado especialmente este aspecto como pueden ser Gambetta o Cité. Otro aspecto destacado es su señalización, donde la moderna fuente parisine aparece integrada en un fondo de azulejos azules. El diseño de la estación se completa con el uso de bancos de madera. 

## Accesos
La estación dispone de cuatro accesos.
- Acceso 1: a la altura del cruce de la avenida Jean Jaurès y de la calle Adolphe Mille
- Acceso 2: a la altura del nº 194 de la avenida Jean Jaurès
- Acceso 3: a la altura del nº 212 de la avenida Jean Jaurès
- Acceso 4: en el parque de la Villette.